# Станка Кантакузин
Станка Бранковеану (рођена 1633 /1637 ? – умрла 20. фебруар 1699. године) је била мајка господара Влашке, војводе Константина Бранковеануа.

## Биографија
Према историчару Николају Јорги, Станка Кантакузин је рођен 1633. године. Рођена је у утицајној бојарској породици Кантакузино, као ћерка постелника Константина. Међу њеном браћом били су будући столник Константин II Кантакузин, велики ктитор Михај Кантакузин и будући господар Влашке војвода Шербан Кантакузин.
Станка је била удата за бојара Папа Бранковеануа, из породице Бранковеану. Пар је имао троје деце, Барбу, Матеја и Константина, од којих је само Константин доживео пунолетство, и имао потомство. 1659. године, умире Матеј, а Барбу 1674. године, у Цариграду.
Живот Станке Бранковеануа обележили су трзаји унутрашње политике Влашке у XVII веку и сукоб између Кантакузина и Баленија, најјачих бојарских фракција, који су борили око власти.
Године 1655. њен муж је убијен у Букурешту у устанку Сејмена и Доробанција против војводе Константина Шербана. Када су ови плаћеници устали против господара, коме је саветовано да их избаци из земље, породица Бранковеану, предвођена великим логофатом Предом (Папиним оцем и Станкиним свекром), била је у кућама у Букурешту. Преда Бранковеану је успео да искупи свој живот великом сумом новца, а Константина су спасиле слуге, које су га замениле циганским дететом, али је Папа Бранковјану убијен у подножју брда Митрополија.
Неколико година након ове епизоде, Преда Бранковеану, Станкин свекар, задављен је по наређењу господара земље, војводе Михнеа III. Због тога је Станка узела децу и преселила се на очево имање. Али сличну судбину доживео је и постелник Константин I Кантакузин, убијен у Снагову.
Године 1678. на престо ступа њен брат војвода Шербан Кантакузин, који је одлучио борбу између Баленија и Кантакузина у корист Кантакузина. Војвода Шербан је умро 1688. године, када је њен син, Константин Бранковеану, изабран за владара.
Станка је 1688. године, пренела посмртне остатке Папе и Преда Бранковеануа у манастир Бранковени.
Станка Бранковеану је умрла 10/20 фебруара 1699. године. У њено сећање, исте године је обновљена велика црква у манастиру Бранковени (уместо оне коју је изградио Матеј Басараб), а камен темељац поставили су њени унуци Константин II и Стефан. Сахрањена је са мужем.
На надгробној плочи стоји:
„Под овим мермером лежи јупански сељак Станка Кантакузин, ћерка старог и царског дворјана Костандина рода Кантакузино, бив Вел Постел[ник], од Доамнииа Илинка, фетии батранулуи Ио Сербан тхе мисараб Пое ], кћер јупана Предии Бранцовеанулуи бив Вел Ворниц и мајка бл[а]гоч[е]стивулуи Домну Ио Цостандин Б[ранковеанул] Басараб [Вое]вод, која је, са великом благошћу, са много милостиње и небројених других љубазности, живела и испуњавала своје године, за које је била супруга од [64] године [64] Хришћански догађаји збили су се године [од] стварања света 7207 и Спаса еи 1699, 10. фебруара, једанаесте године владавине горенаведеног Ио Костадина Б[ранковског] Б[асарабског] војводе, који је са великом чашћу и са свима хришћански споменици су такође овде у манастиру Бранковеани, где је и он сам остављен када је умро; доводећи је поред њеног мужа Папе Пост[елнића] и њеног свекра Преде Ворнића, запетљао ју је.“